# Talmassons
Talmassons (in friulano Talmassons) è un comune italiano di 3 809 abitanti in provincia di Udine nel Friuli-Venezia Giulia.

## Storia
La località fu donata da Alessandro III, nel 1174, al patriarca di Aquileia, insieme agli altri villaggi che componevano il distretto di Codroipo. Il patriarca ne esercitò sia il dominio spirituale che temporale. 
Successivamente entrò a far parte della contea di Gorizia e fu dato in feudo rispettivamente ai conti Savorgnan e Della Torre. 
Durante la dominazione veneta, Talmassons e le sue frazioni compaiono coi loro attuali toponimi nelle carte geografiche.
In epoca moderna la storia di Talmassons e del suo territorio subì le vicende della Repubblica di Venezia fino alla caduta della Serenissima nel 1797. 
Solo in epoca austriaca (1815) Talmassons risulta essere inserito tra i comuni del distretto di Codroipo, il X della provincia del Friuli (dal 1818 il IX). Era un comune di III classe, poiché aveva una popolazione inferiore a 3 000 abitanti. 
Nel 1866 venne annesso al Regno d'Italia e adesso fa parte del mandamento di Codroipo.

### Simboli
Lo stemma e il gonfalone sono stati concessi con decreto del presidente della Repubblica del 29 novembre 1975.
Il pastorale ricorda il periodo in cui Talmassons era feudo del patriarcato di Aquileia, lo scaglione nero in campo argento è l'emblema della famiglia Savorgnan, il toro sottolinea l'importanza dell'allevamento dei bovini per l'economia locale.
Il gonfalone è un drappo partito di rosso e di bianco.

## Monumenti e luoghi d'interesse

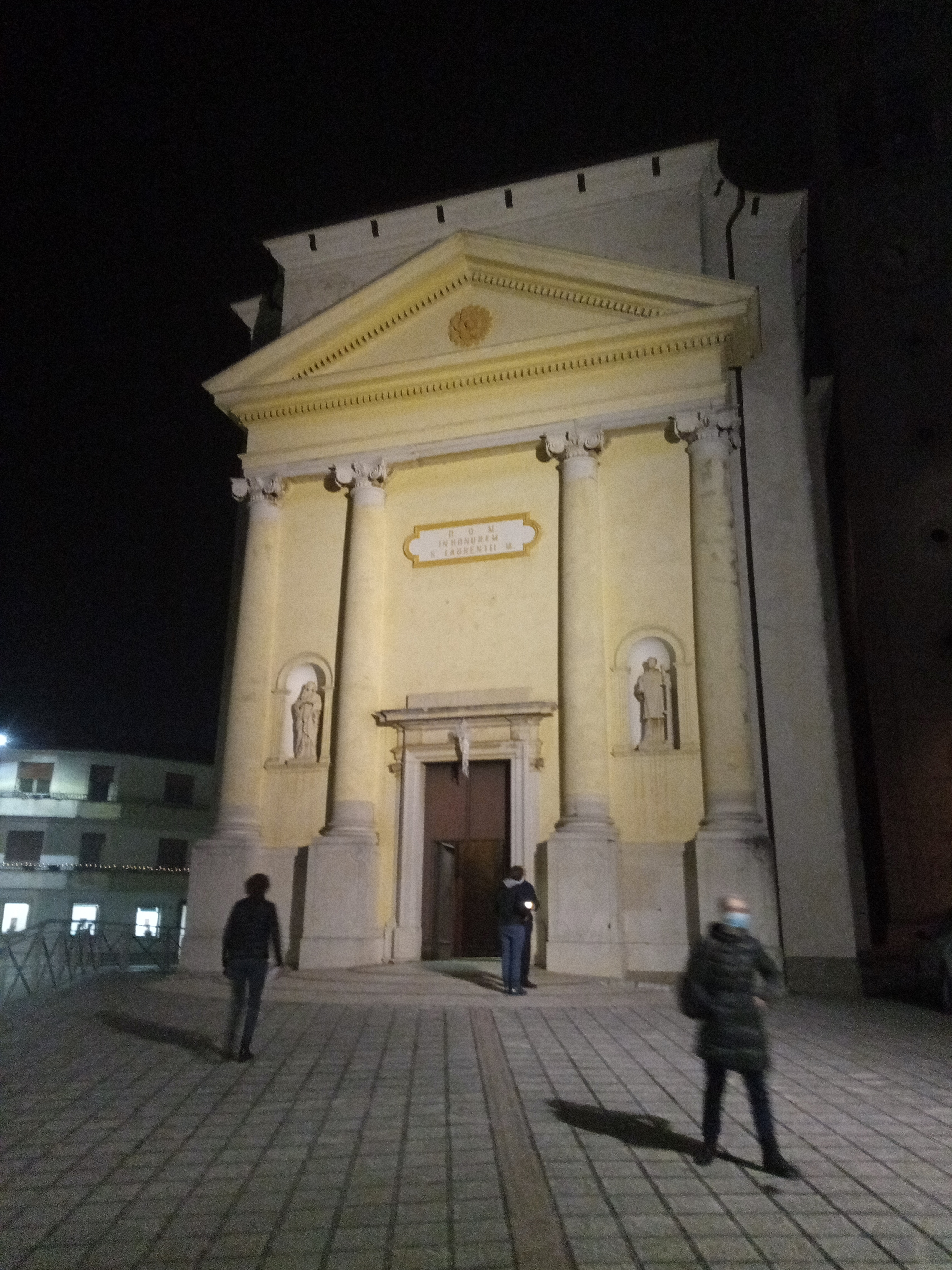
Facciata chiesa di San Lorenzo

- Chiesa di San Lorenzo a Talmassons: la parrocchiale fu edificata tra il 1783 e il 1784. La chiesa fu consacrata nel 1821 e contiene pregevoli affreschi del pittore udinese Rocco Pittaco (datati 1850 circa). Nel 1932-1933 venne fatto il primo restauro dell'intero edificio. Intorno al 1990 e nei primi anni 2000 la chiesa è stata oggetto di importanti lavori di restauro conservativo, mentre nel 2008 è stato effettuato il restauro della torre campanaria.[9]

- Chiesa di Santa Maria Annunziata a Flambro
- Chiesetta di San Giovanni, detta dei Granatieri, a Flambro
- Chiesetta di Sant' Antonio
- Chiesa dei Santi Pietro e Paolo a Flumignano
- Chiesetta di Santa Maria Maddalena a Flumignano
- Chiesa di Sant' Andrea Apostolo a Sant' Andrat del Cormôr
- Villa Savorgnan a Flambro
- Mulino Braida, Centro visite del Biotopo delle Risorgive di Flambro
- Biblioteca Comunale - ex Municipio[10]
- Villa Mangilli a Flumignano

## Società

### Evoluzione demografica
Abitanti censiti

### Etnie e minoranze straniere
Al 31 dicembre 2023 gli stranieri residenti nel comune erano 194, ovvero il 5,1% della popolazione. Di seguito sono riportati i gruppi più consistenti:
1. Romania 76
2. Albania 15
3. Marocco 15

### Lingue e dialetti
A Talmassons, accanto alla lingua italiana, la popolazione utilizza la lingua friulana. Ai sensi della deliberazione n. 2680 del 3 agosto 2001 della Giunta della Regione autonoma Friuli-Venezia Giulia, il Comune è inserito nell'ambito territoriale di tutela della lingua friulana ai fini della applicazione della legge 482/99, della legge regionale 15/96 e della legge regionale 29/2007.
La lingua friulana che si parla a Talmassons rientra fra le varianti appartenenti al friulano centro-orientale.

## Sport

### Pallavolo femminile
Nonostante le prime sfide iniziate nel 1991 per creare un progetto sportivo rivolto alla pallavolo femminile, come la mancanza di una palestra nel Comune di Talmassons, l'Associazione sportiva ha perseverato nel far comprendere l’importanza della pallavolo ai genitori e alle giovani atlete. Oggi, l’A.S.D. Volley Talmassons è una realtà consolidata, con numerosi successi sportivi e importanti collaborazioni con la scuola e le associazioni locali. Ogni stagione, coinvolge oltre 150 atleti, partecipando con orgoglio ai campionati giovanili e portando avanti la passione per il volley.
A fine aprile 2024 la Volley Talmassons entra nella storia raggiungendo la A1, primo team femminile del Friuli Venezia Giulia a salire nella massima serie di pallavolo da quando è stata istituita nel 1991. Dalla stagione 2025-2026 la società parteciperà al campionato di serie A2.